# Indagine sulla politica mondiale con la razza Yamato come nucleo
L'Indagine sulla politica mondiale con la razza Yamato come nucleo (大和民族を中核とする世界政策の検討?, Yamato Minzoku wo Chūkaku to suru Sekai Seisaku no Kentō) fu un rapporto segreto del governo giapponese creato dal Centro di ricerca sui problemi della popolazione (ora Istituto nazionale di ricerca sulla popolazione e sulla sicurezza sociale) del Ministero della salute e del benessere, e completato il 1º luglio 1943.
Il documento, comprendente sei volumi per un totale di 3 127 pagine, tratta della teoria della razza in generale e della ragion d'essere delle politiche adottate dal Giappone in tempo di guerra verso altre popolazioni; al contempo, forniva una visione dell'Asia sotto il controllo giapponese.
Il documento era scritto in stile accademico, passando in rassegna la filosofia occidentale sulle questioni razziali dagli scritti di Platone e Aristotele ai moderni scienziati sociali tedeschi, come Karl Haushofer. Si rivendicava anche un collegamento tra razzismo, nazionalismo e imperialismo, con la conclusione, tratta citando sia fonti britanniche e tedesche, che l'espansionismo giapponese era essenziale non solo per la sicurezza economico-militare, ma anche preservare la coscienza razziale. Erano menzionate anche preoccupazioni relative all'assimilazione culturale degli immigranti di seconda e terza generazione nelle culture straniere.

## Scoperta e impatto
Il documento fu sin da subito classificato, ebbe una tiratura di appena un centinaio di copie e non ebbe alcun effetto tangibile sulla conduzione della seconda guerra mondiale da parte giapponese. Fu dimenticato fino al 1981, quando sue porzioni furono scoperte in una libreria dell'usato in Giappone e successivamente pubblicizzate per essere usati come materiale di base per un capitolo del libro War Without Mercy: Race and Power in the Pacific War dello storico americano John W. Dower. Nel 1982 il Ministero della salute e del benessere ripubblicò la versione completa in 6 volumi, insieme ad altri due volumi intitolati The Influence of War upon Population ("L'influenza della guerra sulla popolazione") come opera di riferimento per gli storici.
Sebbene la propaganda giapponese rivolta verso l'estero avesse enfatizzato i temi panasiatici e anticoloniali, sul fronte interno dette sempre per scontata la superiorità giapponese sugli altri popoli asiatici, in accordo alla compiuta teoria di primato razziale elaborata nel corso degli anni 1930. In seguito all'invasione giapponese della Cina, i pianificatori militari decisero che sarebbe stato necessario risvegliare la coscienza razziale giapponese al fine di prevenire la potenziale assimilazione dei coloni giapponesi d'oltremare.
Poiché il documento era stato scritto dal Ministero della salute e del benessere e non dalle autorità militari, né dal dicastero degli Esteri, non è chiaro quale tipo di impatto politico avrebbe potuto avere.

## Temi

### Colonizzazione e spazio vitale
Alcune dichiarazioni nel documento coincidono con il concetto allora accettato e diffuso di popolo Yamato. Tuttavia, gran parte dell'opera attinse generosamente dalle teorie razziali, politiche ed economiche naziste, compresa la menzione della "questione ebraica" e l'inclusione di caricature politiche antisemite, sebbene il Giappone avesse una minoranza ebraica piuttosto trascurabile e largamente ignorata. La locuzione Blut und Boden fu usata frequentemente, benché di solito tra virgolette a indicare la sua origine straniera.
Gli ignoti autori del documento razionalizzarono la colonizzazione giapponese della maggior parte dell'emisfero orientale, comprese la Nuova Zelanda e l'Australia; fornirono inoltre accurate con proiezioni di popolazioni per gli anni 1950, volte ad «assicurare lo spazio vitale della razza Yamato» (un'eco molto chiara del concetto di Lebensraum).

### Supremazia razziale
Tuttavia, dove il documento deviava dall'ideologia nazista era nel suo uso del confucianesimo e della metafora della famiglia patriarcale: i giapponesi, in quanto unico popolo dell'Asia a essere sfuggito all'imperialismo occidentale, sarebbero stati i fratelli maggiori o i padri delle altre civiltà asiatiche cadute sotto il dominio più o meno diretto delle altre grandi potenze. Si trattava di una costruzione intellettuale che razionalizzava l'«equa disuguaglianza» del dominio politico, economico e culturale nipponico. Proprio come una famiglia era intesa come un microcosmo caratterizzato da armonia e reciprocità in virtù di una gerarchia ben definita, così l'Impero giapponese (presunto razzialmente superiore) sarebbe stato destinato a governare l'Asia «eternamente» e, anche, ad arrivare prima o poi al potere mondiale assoluto, sebbene quest'ultimo punto sia rimasto, nella stesura, molto vago e nebuloso. Il termine «luogo appropriato» fu usato frequentemente in tutto il documento.

### Jinshueminzoku
L'Indagine fece una netta distinzione tra razza (人種?, jinshu) e popolo (民族?, minzoku): quest'ultimo fu tratteggiato come «una comunità naturale e spirituale legata da un destino condiviso», sebbene gli autori non rinunciarono a ribadire l'importanza del sangue. Difatti approvavano la preoccupazione di Adolf Hitler di trovare la "germanità" nel popolo tedesco e, nei volumi, sono rintracciabili espliciti appelli a miglioramenti eugenetici della popolazione giapponese: tra le misure che furono invocate, o ritenute necessarie, vi furono la sospensione di cure mediche per i malati e i più deboli, una formazione mentale e fisica calibrata, matrimoni selettivi.